# Conhecença
Chama-se conhecença  cada um dos acidentes da costa, pelos quais se guiam os navegantes e que estão registados nas cartas de marear. .
Esses acidentes, ou pontos, podem ser de qualquer género como elevações,  rochedos característicos, faróis, igrejas, torres, etc.

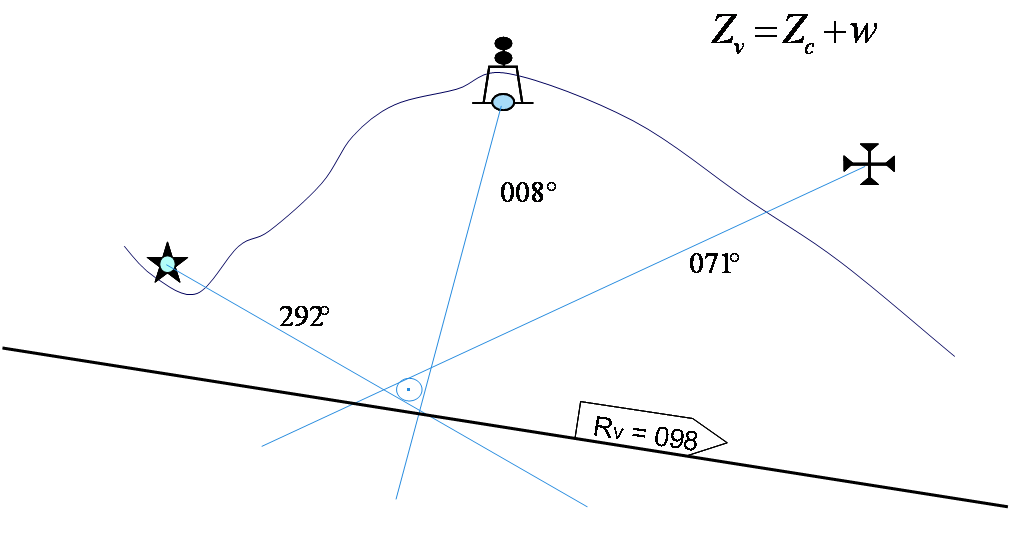
Posição a partir de 3 conhecenças